# إسناد (نحو)
الإسناد في النحو العربي هو ضم بناء لغوي إلى آخر على وجه الإفادة التامة، بحيث يكتمل معنى الجملة، ويمكن الاكتفاء بالتركيبين ليصحَّ الحديث. والإسناد نوعان، النوع الأول هو الإسناد الأصلي كإسناد الفعل إلى الفاعل، والنوع الآخر هو الإسناد التبعي ويكون ذلك بالتبعية في الإبدال والعطف بالحروف.
والإسناد يتكون من ركنين رئيسين: المُسنَد وهو الحكم المراد إسناده إلى المحكوم عليه، وهو في الجملة الفعلية مُمَثل في الفعل وفي الجملة الاسمية مُمَثل في الخبر. والركن الآخر هو المُسند إليه وهو الجزء المحكوم عليه وهو في الجملة الفعلية الفاعل أو نائب الفاعل وفي الجملة الاسمية المبتدأ.